# سپیاپترین
سپیاپترین (به انگلیسی: Sepiapterin) با فرمول شیمیایی C9H11N5O3 یک ترکیب شیمیایی با شناسه پاب‌کم 65253 است. که جرم مولی آن ۲۳۷٫۲۲ گرم بر مول می‌باشد. 